# Kisspeptin
Das Peptidhormon Kisspeptin ist das Produkt des KiSS1-Gens. Als Ligand bindet es an den G-Protein gekoppelten KiSS1-Rezeptor, auch als GPR54 bekannt. Ursprünglich wurde KiSS1 als Suppressorgen identifiziert; beim Menschen vermag es das Metastasieren von Hautkrebs und Brustkrebs zu unterdrücken. Die wichtige Rolle der Kisspeptin-KiSS1-Rezeptor-Signalübermittlung für das Einsetzen der Gonadoliberin-Ausschüttung zu Beginn der Pubertät wurde erst in letzter Zeit erkannt und ist immer noch Gegenstand aktueller Forschung.

## Entdeckung
Im Jahre 1999 wurde der Rezeptor für Kisspeptin in Ratten gefunden und als G-Protein-gekoppelter Rezeptor identifiziert. Erst 2001 folgte die Entdeckung des passenden Liganden, des Produktes des KiSS1-Gens. Dessen Funktion wurde zuerst für den Menschen als die eines Suppressorgens für Metastasen beschrieben. Nachfolgende Untersuchungen konnten zeigen, dass Loss-of-Function-Mutationen des KiSS1-Gens beim Menschen ein Durchlaufen der Pubertät verhindern, indem sie eine hypogonadotrope Unterfunktion der Keimdrüsen (Hypogonadismus) bewirken. Daraus wurde gefolgert, dass zu Beginn der Pubertät die Kisspeptin-KiSS1-Rezeptor-Signaltransduktion für die Einleitung der Gonadotropinausschüttung (LH/FSH) erforderlich ist.
Kisspeptin wird im Hypothalamus synthetisiert.
KiSS1 und Kisspeptin wurden von ihren Entdeckern nach einem bekannten Schokoladenerzeugnis der Hershey Company in Hershey (Pennsylvania) benannt.

## Kisspeptin-Neuronen
In Mäusen wird Kisspeptin in Neuronen dieser Kerne des Hypothalamus exprimiert (gebildet):
- Nucleus arcuatus (Arc)
- Nucleus periventricularis anteroventralis (AVPV)
- Nucleus periventricularis (PE)
- Nucleus praeopticus anterodorsalis (AP)

Kisspeptin-Neuronen finden sich in Zellkörpern wie Arc und AVPV. Sie senden Ausläufer in die Regio praeoptica des Hypothalamus, wo Gonadoliberin-Zellkörper in großer Zahl vorkommen. Diese Verhältnisse legen die Vermutung nahe, dass Kisspeptinfasern in enger anatomischer Beziehung zu gonadoliberinbildenden (parvizellulären) Neuronen stehen. Tatsächlich scheint Kisspeptin über KiSS1R auf Gonadoliberin-Neurone einzuwirken und so die Gonadoliberin-Ausschüttung zu stimulieren.
Auch die Keimdrüsen schütten Steroide aus, die über Gonadoliberin den FSH- und LH-Spiegel regulieren. Daher muss Kisspeptin für die effektive Regulation von Gonadoliberin auf die im Blut vorhandenen Steroid-Hormone ansprechen. Somit sind mindestens zwei Regulationswege vorstellbar:
- Kisspeptin-Neuronen exprimieren Steroid-Rezeptoren (wie ERα, ERβ und dem Androgenrezeptor)
- Kisspeptin-Neuronen werden über einen zwischengeschalteten Mechanismus vom Steroidhormonspiegel im Blut reguliert

Durch gemeinsame Expression von KiSS1-mRNA mit Rezeptoren für Steroidhormone konnte gezeigt werden, dass steroide Geschlechtshormone in Mäusen beiderlei Geschlechts unmittelbar auf KiSS1-Neurone einwirken.

## Kisspeptin und Pubertät
Folgende experimentelle Ergebnisse deuten auf eine Beteiligung von Kisspeptin an der Pubertät:
- Tiere, bei denen durch spontane oder gerichtete Mutationen der KiSS1-Rezeptor seine Funktion verloren hat, treten nicht mehr in die Pubertät ein
- Die Aktivierung der Gonadoliberin-Neuronen ist das auslösende Ereignis für den Eintritt in die Pubertät
- Periphere Anwendung von Kisspeptin bei 25 Tage alten präpubertären Ratten stimuliert die LH-Ausschüttung und induziert den Eisprung (Ovulation)
- Bei einer Beteiligung von Kisspeptin an der Pubertät sollte KiSS1- und/oder KiSS1R-mRNA verstärkt synthetisiert werden. RT-PCR Assays sowie semiquantitative Untersuchungen stützen diese Hypothese.
- Die elektrophysiologische Antwort der Gonadoliberin-Neuronen auf Kisspeptin scheint sich im Laufe der Pubertät dramatisch zu ändern

### Art der Wirkung
Offenbar aktiviert Kisspeptin die Gonadoliberin-Zellkörper durch unmittelbare Einwirkung:
- die Antwort von Neuronen auf Kisspeptin wird durch Tetrodotoxin nicht unterdrückt, obwohl es die Nervenleitung effektiv blockiert.
- Bei Patch-Clamp-Messungen an gramicidin-perforierten Zellen aus präpubertären Mäusen reagieren lediglich 30 % der Gonadoliberin-Neurone auf Kisspeptin, verglichen mit 60 % in adulten Tieren.
- Auf niedrige Kisspeptingaben reagieren nur erwachsene Mäuse; daraus wird gefolgert, dass die Entwicklung von Gonadoliberin-Neuronen im Lauf der Pubertät durch Kisspeptin aktiviert wird.